# 高金吉
高金吉（1942年12月1日—），辽宁本溪人，设备诊断工程专家，中国工程院院士。

## 履历[1]
- 1966年，于北京化工学院毕业。
- 1993年，于清华大学获得工学博士学位。
- 1999年，当选中国工程院院士。